# John M. Olin Foundation
Die John M. Olin Foundation war eine US-amerikanische Stiftung. Sie wurde 1953 von dem Unternehmer John M. Olin (1892–1982) gegründet und löste sich 2005 auf. Die Stiftung vergab über 370 Millionen Dollar an Spenden, die vor allem an konservative Denkfabriken und in die Etablierung der Disziplin Law and Economics („Recht und Ökonomie“) an führenden US-Universitäten flossen.
Olin war mit seinem Bruder Spencer Inhaber der Olin Corporation und leitete diese bis 1963. Das 1892 von ihrem Vater gegründete Unternehmen produzierte anfangs Sprengstoff für Kohle-Bergwerke und florierte während der beiden Weltkriege als Waffenproduzent. 1954 übernahm es die Mathieson Chemical Corporation, und in der Folge expandierte es in weitere Produktbereiche. In den 1970er Jahren geriet die Olin Corporation in Konflikt mit den neuen Umweltschutz-Maßnahmen, weil sie ein bedeutender Produzent des Insektizids DDT war und in großen Mengen Quecksilber in Gewässer einleitete.
Die Olin-Stiftung förderte lange Zeit, wie üblich, vor allem Krankenhäuser und Museen. In den Jahren 1958 bis 1966 diente sie außerdem für die CIA zur Geldwäsche. Dabei ging es um 1,95 Millionen Dollar, die hauptsächlich für die Unterstützung anti-kommunistischer Intellektueller und Publikationen verwendet wurden. Olin betrachtete es als seine patriotische Pflicht, dabei behilflich zu sein. 1967 flogen diese geheimen Aktivitäten der CIA durch Presseberichte auf, und die CIA beendete dieses Programm, ohne dass die Beteiligung der Olin Foundation zu diesem Zeitpunkt bekannt wurde.
Als 1969 an der Cornell University, wo er studiert hatte und die er großzügig unterstützte, etwa 80 schwarze Studenten mit der ausgestreckten Faust, dem Symbol der Black-Power-Bewegung, und teils mit zur Schau getragenen Waffen auftraten, war Olin sehr betroffen. Und besonders befremdete ihn die Reaktion des Präsidenten der Universität, James Perkins, der den radikalen Demonstranten weit entgegenkam. Olin kam zu der Überzeugung, dass die Studenten auch an anderen bedeutenden Universitäten eine Bedrohung des Unternehmertums darstellten und dass er etwas dagegen unternehmen müsse.
Olin sah in den USA eine sozialistische Unterwanderung, die das freie Unternehmertum bedrohte. Er begann, konservative Denkfabriken wie die Heritage Foundation zu unterstützen. Bedeutend wurde seine Stiftung allerdings erst, als sie sich darauf ausrichtete, die Forschung und Lehre an den Universitäten zu beeinflussen. 1977 ernannte er den früheren Finanzminister William E. Simon zum Präsidenten seiner Foundation. Simon war wie Olin ein entschiedener Gegner des regulierenden Staates und insbesondere gegen Umweltschutz, und er bezeichnete Politiker, die im Namen eines öffentlichen Interesses handelten, als „neue Despoten“, die die einzig legitime Macht des freien Marktes bedrohten. Unter Simons Leitung förderte die Foundation zeitweilig kleinere Hochschulen, die offen waren für die erwünschten inhaltlichen Zielsetzungen. Später ging man jedoch dazu über, einzelne Professoren an führenden Universitäten wie Harvard großzügig zu sponsern, darunter Samuel P. Huntington und Harvey Mansfield. Huntington erhielt 8,4 Millionen Dollar für den Aufbau des John M. Olin Institute for Strategic Studies, Mansfield 3,3 Millionen für ein Program on Constitutional Government. Dabei achtete man sehr darauf, jeden Eindruck einer inhaltlichen Beeinflussung zu vermeiden. Allein in Harvard wurde so die Arbeit von über 100 jungen Akademikern finanziert, von denen die meisten später Karriere an Hochschulen machten und andere in die Politik gingen oder in Denkfabriken tätig wurden.
Daneben förderte die Foundation auch konservative Autoren wie Allan Bloom, dessen Buch The Closing of the American Mind (dt. Der Niedergang des amerikanischen Geistes) ein Bestseller wurde, und John R. Lotts einflussreiches Buch More Guns, Less Crime („Mehr Waffen, weniger Verbrechen“). Den größten Einfluss erlangte sie jedoch in der Rechtswissenschaft, wo sie maßgeblich die Etablierung der Disziplin Law and Economics (deutsche Entsprechung: Ökonomische Analyse des Rechts) vorantrieb und finanzierte. Es ging darum, der zunehmenden Bedeutung des Verbraucher- und Umweltschutzes und der Arbeitnehmerrechte in der Gesetzgebung und Rechtsprechung eine Berücksichtigung der Unternehmer-Interessen entgegenzustellen. Dies begann in den frühen 1970er Jahren mit der Unterstützung des libertären Juraprofessors Henry Manne, als dieser noch ein Außenseiter war. Eine Gelegenheit, ganz oben einzusteigen, ergab sich erst 1985 mit der Gründung des John M. Olin Center for Law, Economics, and Business an der Harvard Law School. Dieses wurde, wie erhofft, ein Vorbild für andere Universitäten, und 1990 unterrichteten bereits nahezu 80 Universitäten dieses Fach. Die Olin Foundation investierte dafür allein in Harvard 18 Millionen Dollar, und weitere 50 Millionen flossen an andere Universitäten. Dazu gehörten auch Zahlungen an Studenten, wenn diese die betreffenden Kurse besuchten. Außerdem veranstaltete die Foundation kostenlose, gut besuchte Fortbildungsveranstaltungen für Richter an luxuriösen Tagungsorten, Freizeitgestaltung wie Golfen inklusive.
Olin starb 1982. Er hatte verfügt, dass die Foundation zu Lebzeiten der aktuellen Führung alle Mittel vergeben und sich auflösen sollte, um auszuschließen, dass sie von Liberalen übernommen werden könne. Als 2000 auch Simon starb, begannen die übrigen Treuhänder, innerhalb von fünf Jahren die Stiftung planmäßig aufzulösen.